# Festival di Cannes 1989
La 42ª edizione del Festival di Cannes si è svolta a Cannes dall'11 al 21 maggio 1989.
La giuria presieduta dal regista tedesco Wim Wenders ha assegnato la Palma d'oro per il miglior film a Sesso, bugie e videotape di Steven Soderbergh.

## Selezione ufficiale

### Concorso
- Rosalie va a far la spesa (Rosalie Goes Shopping), regia di Percy Adlon (USA/Germania)
- Jésus de Montréal, regia di Denys Arcand (Canada/Francia)
- Troppo bella per te! (Trop belle pour toi), regia di Bertrand Blier (Francia)
- Sweetie, regia di Jane Campion (Australia)
- Francesco, regia di Liliana Cavani (Italia/Germania)
- Chimere (Chimère), regia di Claire Devers (Francia)
- Kuarup, regia di Ruy Guerra (Brasile)
- Lost Angels, regia di Hugh Hudson (USA)
- Pioggia nera (Kuroi ame), regia di Shōhei Imamura (Giappone)
- Mystery Train - Martedì notte a Memphis (Mystery Train), regia di Jim Jarmusch (USA/Giappone)
- Il tempo dei gitani (Dom za vesanje), regia di Emir Kusturica (Gran Bretagna/Italia/Jugoslavia)
- L'insolito caso di Mr. Hire (Monsieur Hire), regia di Patrice Leconte (Francia)
- Fa' la cosa giusta (Do the Right Thing), regia di Spike Lee (USA)
- Kvinnorna på taket, regia di Carl-Gustav Nykvist (Svezia)
- L'amico ritrovato (Reunion), regia di Jerry Schatzberg (Francia/Germania/Gran Bretagna)
- Un grido nella notte (Evil Angels), regia di Fred Schepisi (Australia/USA)
- Splendor, regia di Ettore Scola (Francia/Italia)
- Acque di primavera (Torrents of Spring), regia di Jerzy Skolimowski (Gran Bretagna/Francia/Italia)
- Sesso, bugie e videotape (Sex, Lies, and Videotape), regia di Steven Soderbergh (USA)
- Nuovo cinema Paradiso, regia di Giuseppe Tornatore (Italia/Francia)
- Il bambino della luna (El niño de la luna), regia di Agustí Villaronga (Spagna)
- La tela del ragno (Das spinnennetz), regia di Bernhard Wicki (Germania)

### Fuori concorso
- Orapronobis, regia di Lino Brocka (Filippine/Francia)
- 50 ans, regia di Gilles Carle (Canada)
- Scandal - Il caso Profumo (Scandal), regia di Michael Caton-Jones (Gran Bretagna)
- 1001 Films, regia di André Delvaux (Belgio)
- Liberté, regia di Gilles Jacob (Francia)
- Lawrence d'Arabia (Lawrence of Arabia), regia di David Lean (Gran Bretagna)
- Old Gringo, regia di Luis Puenzo (USA)
- Ganashatru, regia di Satyajit Ray (India)
- New York Stories, regia di Martin Scorsese, Francis Ford Coppola e Woody Allen (USA)
- Le peuple singe, regia di Gérard Vienne (Francia/Indonesia)

### Un Certain Regard
- Malpractice, regia di Bill Bennett (Australia)
- Gli zoccoli d'oro (Ṣafāʾiḥ min dhahab), regia di Nouri Bouzid (Francia/Tunisia)
- Zugzwang, regia di Mathieu Carrière (Francia/Germania)
- Il mio XX secolo (Az én huszadik századom), regia di Ildikó Enyedi (Ungheria/Germania/Cuba)
- Oshibki yunosti, regia di Boris Frumin (Unione Sovietica)
- Treffen in Travers, regia di Michael Gwisdek (Germania)
- Santa sangre, regia di Alejandro Jodorowsky (Messico/Italia)
- Piravi, regia di Shaji N. Karun (India)
- Barroco, regia di Paul Leduc (Messico/Cuba/Spagna)
- Peaux de vaches, regia di Patricia Mazuy (Francia)
- Devet kruhu pekla, regia di Milan Muchna (Cecoslovacchia/Cambogia)
- Voices of Sarafina!, regia di Nigel Noble (USA)
- Wired, regia di Larry Peerce (USA)
- The Prisoner of St. Petersburg, regia di Ian Pringle (Germania/Australia)
- Smerch, regia di Bako Sadykov (Unione Sovietica)
- Venus Peter, regia di Ian Sellar (Gran Bretagna)
- Schwarze Sünde, regia di Jean-Marie Straub e Danièle Huillet (Germania/Francia)
- Il decimo clandestino, regia di Lina Wertmüller (Italia)
- Perché Bodhi Dharma è partito per l'oriente? (Dharmaga tongjoguro kan kkadalgun), regia di Yong-Kyun Bae (Corea del Sud)

## Settimana internazionale della critica
- La Rose des sables, regia di Rachid Benhadj (Algeria)
- Tjoet Nja' Dhien, regia di Eros Djarot (Indonesia)
- As Tears Go By (Wong gok ka moon), regia di Wong Kar-wai (Hong Kong)
- Wallers letzter Gang, regia di Christian Wagner (Germania)
- Arab, regia di Fahdel Jaibi e Fadhel Jaziri (Tunisia)
- La Ville de Yun, regia di U-Sun Kim (Giappone)
- Die toten Fische, regia di Michael Synek (Austria)
- Montalvo et l'enfant, regia di Claude Mourieras (Francia)
- Le Carré noir, regia di Iossif Pasternak (Unione Sovietica)
- Duende, regia di Jean-Blaise Junod (Svizzera)

## Quinzaine des Réalisateurs
- Il piccolo diavolo, regia di Roberto Benigni (Italia)
- Il fiume che ci trascina (El río que nos lleva), regia di Antonio del Real (Spagna)
- Mondo virtuale (Speaking Parts), regia di Atom Egoyan (Canada)
- Melancholia, regia di Andi Engel (Gran Bretagna/Germania)
- Il settimo continente (Der Siebente Kontinent), regia di Michael Haneke (Austria)
- Sidewalk Stories, regia di Charles Lane (USA)
- Sis, regia di Zülfü Livaneli (Svezia/Germania/Turchia)
- Maria von den Sternen, regia di Thomas Mauch (Germania)
- La nonna (Yaaba), regia di Idrissa Ouédraogo (Burkina Faso/Svizzera/Francia)
- Caracas, regia di Michael Schottenberg (Austria)
- Città Zero (Gorod Zero), regia di Karen Georgievič Šachnazarov (Unione Sovietica)
- Niu-Peng, regia di Sijie Dai (Cina/Francia/Germania)
- Tre donne, il sesso e Platone (Der Philosoph), regia di Rudolf Thome (Germania)
- Piccoli equivoci, regia di Ricky Tognazzi (Italia)
- Mangia una tazza di tè (Eat a Bowl of Tea), regia di Wayne Wang (USA)

## Giurie

### Concorso
- Wim Wenders, regista (Germania) - presidente
- Héctor Babenco, regista (Brasile)
- Claude Beylie, critico (Francia)
- Renée Blanchar (Canada)
- Silvio Clementelli, produttore (Italia)
- Georges Delerue, compositore (Francia)
- Sally Field, attrice (USA)
- Christine Gouze-Rénal, produttrice (Francia)
- Peter Handke, scrittore (Germania)
- Krzysztof Kieślowski, regista (Polonia)

### Caméra d'or
- Raf Vallone, attore (Italia) - presidente
- Klaus Eder, giornalista (Germania)
- Yvan Gauthier, cinefilo
- Bernard Jubard (Francia)
- Philippe Maarek, critico (Francia)
- Peter Scarlet, cinefilo (USA)
- Moustafa Salah Hashem, giornalista (Egitto)
- Suzanne Schiffman, sceneggiatrice (Francia)

## Palmarès
- Palma d'oro: Sesso, bugie e videotape (Sex, Lies, and Videotape), regia di Steven Soderbergh (USA)
- Grand Prix Speciale della Giuria: Nuovo cinema Paradiso, regia di Giuseppe Tornatore (Italia/Francia) ex aequo Troppo bella per te! (Trop belle pour toi), regia di Bertrand Blier (Francia)
- Premio della giuria: Jésus de Montréal, regia di Denys Arcand (Canada/Francia)
- Prix d'interprétation féminine: Meryl Streep - Un grido nella notte (Evil Angels), regia di Fred Schepisi (Australia/USA)
- Prix d'interprétation masculine: James Spader -  Sesso, bugie e videotape (Sex, Lies, and Videotape), regia di Steven Soderbergh (USA)
- Prix de la mise en scène: Emir Kusturica - Il tempo dei gitani (Dom za vesanje) (Gran Bretagna/Italia/Jugoslavia)
- Premio per il contributo artistico: Mystery Train - Martedì notte a Memphis (Mystery Train), regia di Jim Jarmusch (USA/Giappone)
- Grand Prix tecnico: Pioggia nera (Kuroi ame), regia di Shōhei Imamura (Giappone)
- Caméra d'or: Il mio XX secolo (Az én huszadik századom), regia di Ildikó Enyedi (Ungheria/Germania/Cuba)
- Caméra d'or - Menzione speciale: Piravi, regia di Shaji N. Karun (India) ex aequo Wallers letzter gang, regia di Christian Wagner (Germania)
- Premio FIPRESCI: Sesso, bugie e videotape (Sex, Lies, and Videotape), regia di Steven Soderbergh (USA) ex aequo La nonna (Yaaba), regia di Idrissa Ouédraogo (Burkina Faso/Svizzera/Francia)
- Premio della giuria ecumenica: Jésus de Montréal, regia di Denys Arcand (Canada/Francia)
  - Premio della giuria ecumenica - Menzione speciale: Pioggia nera (Kuroi ame), regia di Shōhei Imamura (Giappone) ex aequo La nonna (Yaaba), regia di Idrissa Ouédraogo (Burkina Faso/Svizzera/Francia)